# لوول (آرکانزاس)
لوول (آرکانزاس) (به انگلیسی: Lowell, Arkansas) یک شهر در ایالات متحده آمریکا با جمعیت ۷٬۳۲۷ نفر است که در آرکانزاس واقع شده‌است.

## موقعیت جغرافیایی
موقعیت جغرافیایی شهرها و مناطق اطراف به شرح زیر است: